# لوس أنجلوس وولفز
لوس أنجلوس وولفز هو نادي كرة قدم أمريكي أٌسس عام 1966.